# Уста, Тааниэль
Тааниэль Уста (эст. Taaniel Usta; 17 февраля 2003, Таллин) — эстонский футболист, полузащитник и нападающий.

## Биография
Начал заниматься футболом в командах «Пярну ЯК» и «Харью». В декабре 2014 года вместе с ещё двумя игроками «Харью» ездил на стажировку в португальский «Спортинг», затем перешёл в детскую команду финского КТП. В 2018 году вернулся в «Харью», большую часть сезона играл на детско-юношеском уровне, но также сыграл 2 матча за взрослую команду в пятом дивизионе Эстонии. В 2019 году вернулся в КТП и за два сезона сыграл 7 матчей во втором дивизионе Финляндии, также играл за финские клубы низших лиг. Сезон 2021 года провёл в дубле таллинской «Флоры» в первой лиге Эстонии.
В 2022 году перешёл в «Вапрус» (Пярну). Дебютировал в высшей лиге Эстонии 1 марта 2022 года в матче против «Пайде», а первые гола забил 20 марта 2022 года, сделав дубль в игре с таллинским «Калевом». В 2023 году вернулся в «Харью», проводивший свой первый сезон в высшем дивизионе. В 2024 году, после вылета «Харью» из высшей лиги, был отдан в годичную аренду в «Нарва-Транс». По итогам сезона был признан лучшим молодым игроком нарвского клуба, сыграв 38 матчей и забив 8 голов во всех турнирах.
Выступал за сборные Эстонии младших возрастов, провёл 24 матча и забил 6 голов.

## Личная жизнь
Брат Каарел (род. 1999) также футболист.